# Aneta Germanowa
Aneta Germanowa, bułg. Анета Германова, (ur. 3 stycznia 1975 w Płowdiwie) – bułgarska siatkarka, grająca na pozycji przyjmującej, reprezentantka kraju.

## Sukcesy klubowe
Mistrzostwo Grecji:
- 2007

Puchar Cypru:
- 2014

Mistrzostwo Cypru:
- 2014

## Sukcesy reprezentacyjne
Mistrzostwa Europy:
- 2001